# Aleksandr Golovánov
Aleksandr Evgenievich Golovánov (ruso: Алекса́ндр Евге́ньевич Голова́нов; 7 de agosto de 1904 - 22 de septiembre de 1975) fue un piloto de aviación soviético. 
El 3 de agosto de 1943 fue nombrado mariscal de aviación (la persona más joven de la historia de la URSS en ostentar ese rango) y el 19 de agosto de 1944 fue ascendido al rango de mariscal en jefe de la aviación (el segundo después de Aleksandr Nóvikov).

## Segunda Guerra Mundial
Al comienzo de la guerra germano-soviética (junio de 1941), Golovánov comandó el 212.º Regimiento de Bombarderos Pesados. Más tarde, se llegó a comandante (en el cargo: de agosto a diciembre de 1941) de la 81.ª División de Bombarderos de Largo Alcance (81-я дальняя бомбардировочная авиационная дивизия), subordinada al Cuartel General del Mando Supremo. La división dirigida por él bombardeó, con su participación personal, instalaciones militares enemigas en Berlín (agosto a septiembre de 1941), Königsberg (1 de septiembre de 1941), Gdansk, Ploieşti y otras ciudades.
Durante la batalla de Moscú (octubre de 1941 a enero de 1942) su "aviación de largo alcance asestó poderosos golpes a posiciones de artillería, formaciones de tanques y puestos de mando".
A partir de febrero de 1942 comandó la fuerza de bombarderos de largo alcance de la Fuerza Aérea del Ejército Rojo (ADD; ruso: Авиация дальнего действия (АДД)), que se transformó en el 18.º Ejército del Aire el 6 de diciembre de 1944. Las unidades del 18.º Ejército del Aire lanzaron ataques aéreos contra la retaguardia profunda de las potencias del Eje, apoyando a las fuerzas terrestres durante las operaciones de Prusia Oriental, Viena y Berlín y cumpliendo tareas de ayuda a los partisanos de Yugoslavia.
Como comandante de la aviación soviética de Largo Alcance (ADD), Golovánov recibió órdenes de destruir Helsinki a principios de 1944, para obligar a Finlandia a aceptar las condiciones de paz dictadas por los soviéticos. Gracias al engaño y al hábil uso del radar, la artillería antiaérea finlandesa consiguió salvar la ciudad (febrero de 1944). Cuando más tarde, en 1944, Stalin descubrió que había sido mal informado de los resultados del bombardeo, la ADD fue disuelta (6 de diciembre de 1944) como castigo.

## Distinciones y premios
- Dos órdenes de Lenin
- Tres órdenes de la Bandera Roja
- Tres órdenes de Suvórov
- Orden de la Estrella Roja
- Medalla al Partisano de la Guerra Patria
- Medalla por la Defensa de Stalingrado
- Medalla por la Defensa de Moscú
- Medalla al Valor
- Medalla por la Conquista de Königsberg
- Medalla por la Conquista de Berlín
- Medalla por la Victoria sobre Alemania en la Gran Guerra Patria 1941-1945